# Horster Mühle

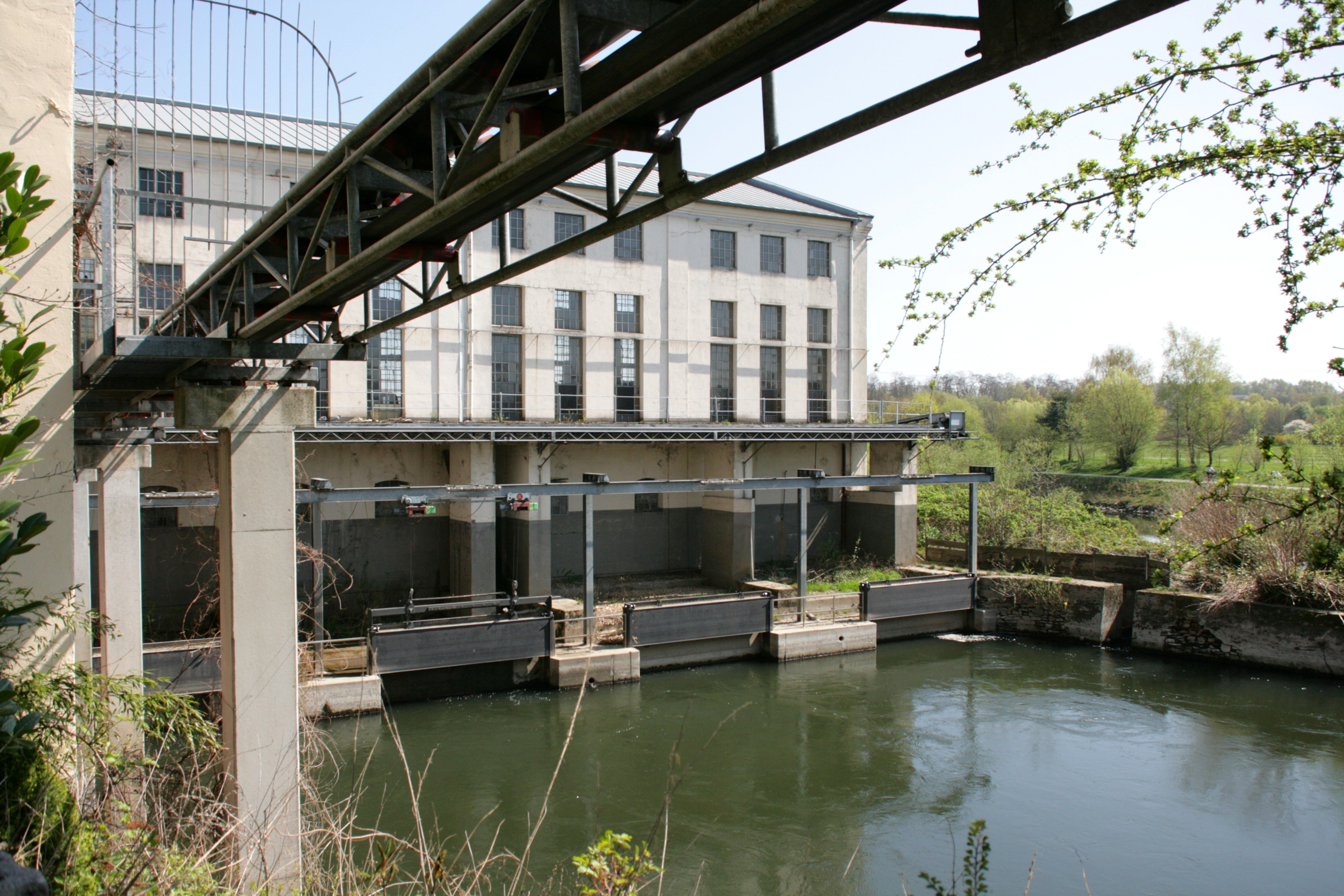
Centrale gezien vanuit het westen

De Horster Mühle is een waterkrachtcentrale op de Ruhr in het stadsdeel Horst van de Duitse stad Essen. De centrale ligt op de "Route der Industriekultur".

## Geschiedenis
Ongeveer 300 meter stroomafwaarts van de huidige centrale bevond zich een watermolen waarvan voor het eerst melding werd gemaakt in 1319. Deze behoorde toe aan de Heren van Horst, die landerijen bezaten van de Maas tot het Sauerland. 
Machinebouwer Franz Dinnendahl (1775 - 1826) en zijn broer Johann waren zonen van de molenaar. Een gedenksteen herinnert aan deze pionier van de mijnbouw.
In 1840 werd de molen overgenomen door de industrieel Friedrich Ludwig Niemann die vlakbij een villa liet bouwen.
In 1910 werd de molen op een veiling gekocht door de ondernemer Wilhelm Vogelsang (1877 - 1939) samen met de omliggende landerijen en de residentie, de huidige Villa Vogelsang. Hij liet er meerdere bedrijfsgebouwen in baksteenarchitectuur oprichten. Op een thans nog behouden schoorsteen kan men de letters W. Vogelsang nog zien. 
De carbide-fabriek van Vogelsang werd in 1932 stilgelegd, de bijhorende waterkrachtcentrale bleef evenwel in gebruik tot 1971 (toen een kroonwiel brak). De nieuwe molen situeert zich in het westelijk fabrieksdeel. 
Aannemer Franz Rudolph kocht de site in 1985 voor één symbolische Duitse mark. en investeerde vervolgens 17 miljoen mark in het ondertussen geklasseerde gebouw. Sinds 1989 levert de installatie weer stroom aan het net, voldoende voor ongeveer 2.500 gezinnen.

## Ligging
- Adres: In der Lake, Essen-Horst
- Openbaar vervoer: S-Bahn-station: Essen-Horst